# Граффиньяна
Граффиньяна (итал. Graffignana) — коммуна в Италии, располагается в регионе Ломбардия, подчиняется административному центру Лоди.
Население составляет 2517 человек, плотность населения составляет 252 чел./км². Занимает площадь 10 км². Почтовый индекс — 20074. Телефонный код — 0371.
Покровителями коммуны почитаются святые апостолы Пётр и Павел, празднование 29 июня.